# Вулиця Вартових Неба
Вулиця Вартових Неба — вулиця на Павловому Полі у Шевченківському районі Харкова.

## Опис

### Геометрія вулиці
Загальна довжина вулиці 2300 метрів. Але, вулиця має достатньо складну геометрію. В деяких місцях прямий зв'язок між сусідніми домами відсутній, наприклад, через перехрестя з вулицею Шекспіра. Проїхати автівкою вздовж усієї вулиці неможливо, через те що на деяких ділянках немає дороги — лише тротуар, наприклад, від школи № 50 до школи № 176.

### Назва
Раніше вулиця була названа на честь міста Тобольськ, що у Росії. 29 квітня 2024 року в рамках виконання Закону України «Про засудження та заборону пропаганди російської імперської політики в Україні і деколонізацію топонімії» вулиця перейменована на Вартових Неба.

## Перетини с іншими вулицями
Починається вулиця у низині Шевченківського району, з перехрестя з Аграрною вулицею. Закінчується перетином з вулицею 23 Серпня.
- Аграрна вулиця
- Клочківська вулиця
- вулиця Шекспіра
- проспект Науки
- вулиця Олександра Олеся
- Вулиця 23 Серпня

## Транспорт
Через те що вулиця має достатньо складну геометрію, та через те що через деякі її ділянки немає проїзду для автотранспорту, громадський транспорт вулицею Вартових Неба не курсує.
Але завдяки перехрестям з великими харківськими магістралями (такими як проспект Науки, Клочківська вулиця та 23 Серпня) у мешканців вулиці є доступ до всіх видів міського громадського транспорту — метро, тролейбус, трамвай та автобус.

## Інфраструктура
Між Клочківською вулицею та вулицею Шекспіра розташовані Харківський національний університет повітряних сил імені Івана Кожедуба та Харківський прикордонний загін Державної прикордонної служби України.
Вздовж вулиці знаходяться багато ліцеїв — № 99, 45, 50, 176.